# バスク山脈
バスク山脈またはバスク山地（スペイン語: Montes vascos, バスク語: Euskal Herriko arkua）は、イベリア半島北部に位置する山脈。地理学的にはカンタブリア山脈の東部であるとされる。スペイン・バスク州とナバーラ州西部に位置する。

## 地理
スペイン北端部を東西に伸びるカンタブリア山脈と、イベリア半島の付け根部分を北西から南東に伸びるピレネー山脈という、ピレネー半島を代表する大山脈の遷移地帯にあるのがバスク山脈である。地質学者はこの地域を「バスクの境界」と呼ぶ。ピレネー山脈の一部であるとされることもあるが、一般的にはバスク山脈はカンタブリア山脈の一部（東部）であるとされる。
バスク山脈の内部には、二本の並行する山並みが西から東に走っており、この二本の山並みをバスク沿岸山脈、バスク内陸山脈と呼ぶこともある。ふたつの山並みの中間には標高約500mのアラバ平原（アラバ盆地）が広がっており、その中央部にはバスク州の州都であるビトリア＝ガステイスが位置する。アラバ平原の東部、ナバーラ州西端部のアルツァス/アルサスアを中心とする地域はブルンダと呼ばれる狭い谷となっており、その南側にはウルバサ山地やアンディア山地などの高原が、北側にはアイスコリなどがあるウルキーリャ山地やアララール山地が広がっている。ブルンダ谷はビトリア＝ガステイスとパンプローナを結ぶ重要な交通路となっている。

### 気候
バスク沿岸山脈は大西洋と地中海の分水嶺となっている。沿岸山脈の北側の気候は穏やかな海洋性気候であり、エスパーニャ・ベルデ（緑のスペイン）と呼ばれるスペイン北岸部の典型的な気候である。一方で沿岸山脈の南側やさらに内陸部では、冬季は寒く雪が積もり、夏季は乾燥して北側よりも暑い。この地域は一般的に大陸性気候の特徴を有する地中海性気候であり、降水量は少なく、山脈の北側のビスケー湾沿岸部よりも冬季は気温が低下する。
冬季の降雪はとても不規則である。11月から翌年4月までは標高700m以上の高地に雪が積もるが、絶え間なく変化するビスケー湾の気象条件によって一気に積雪量が増えることもあり、その逆に暖かいフェーン風効果で数日のうちに高地の雪が溶けることもある。この突然の雪解けは、特にアラバ県北部の平原に洪水を引き起こすこともある。

## 山地

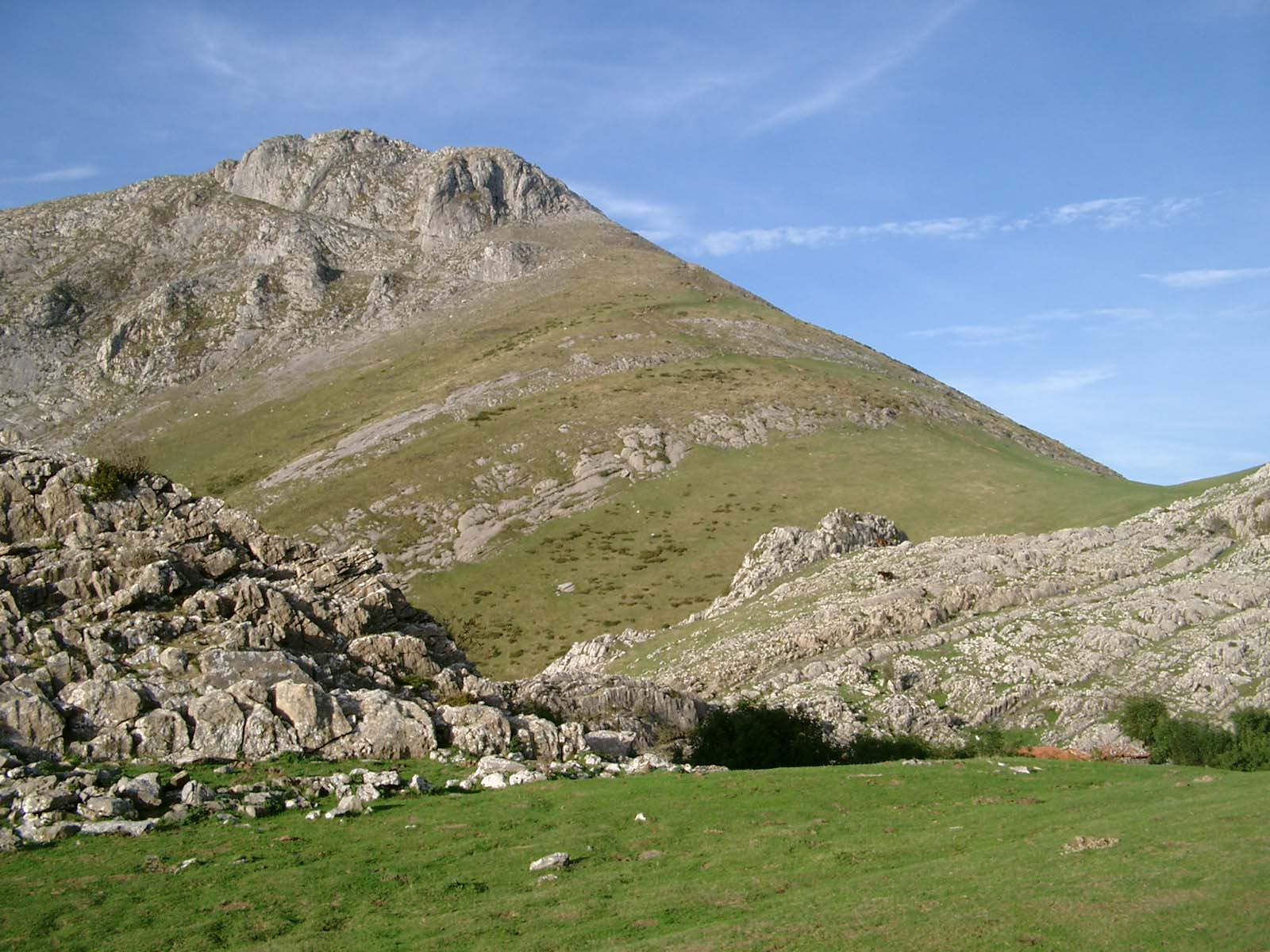
アララール山地のチンドキ

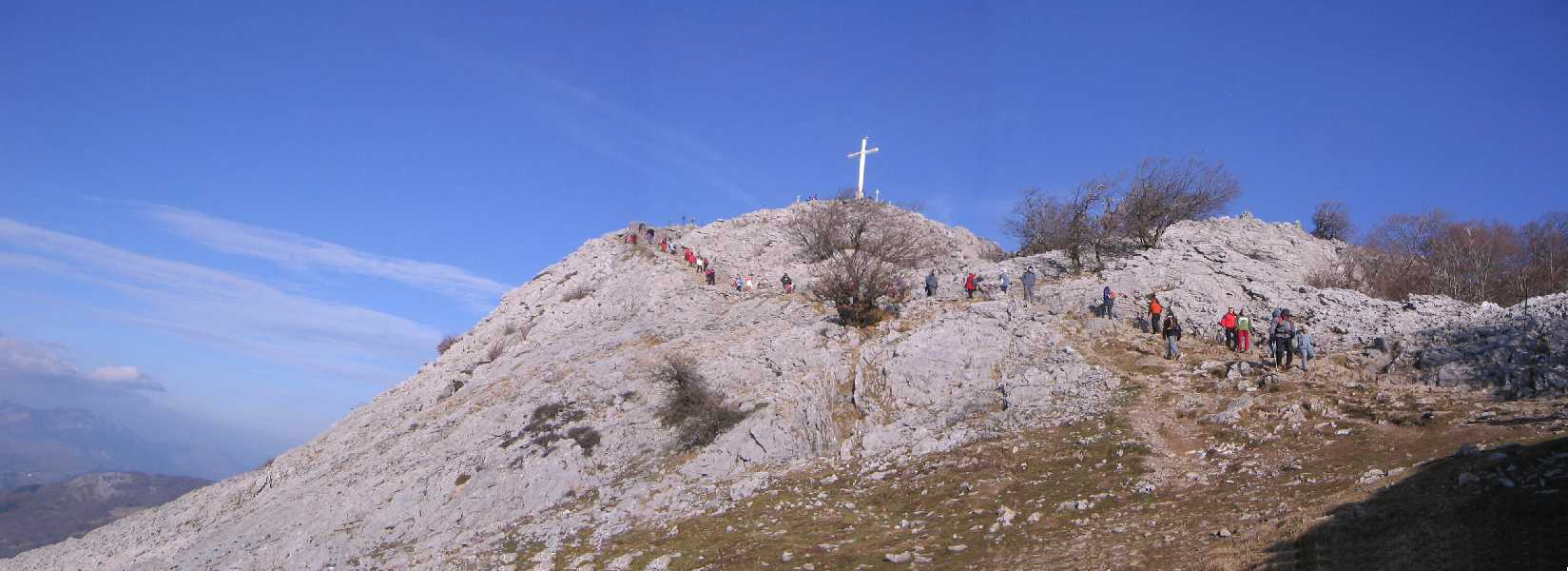
エルニオ

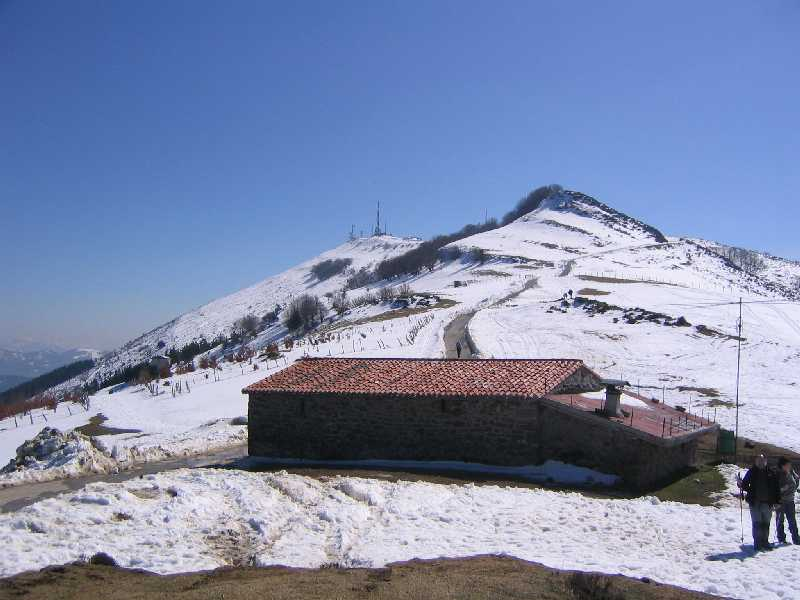
オイス山

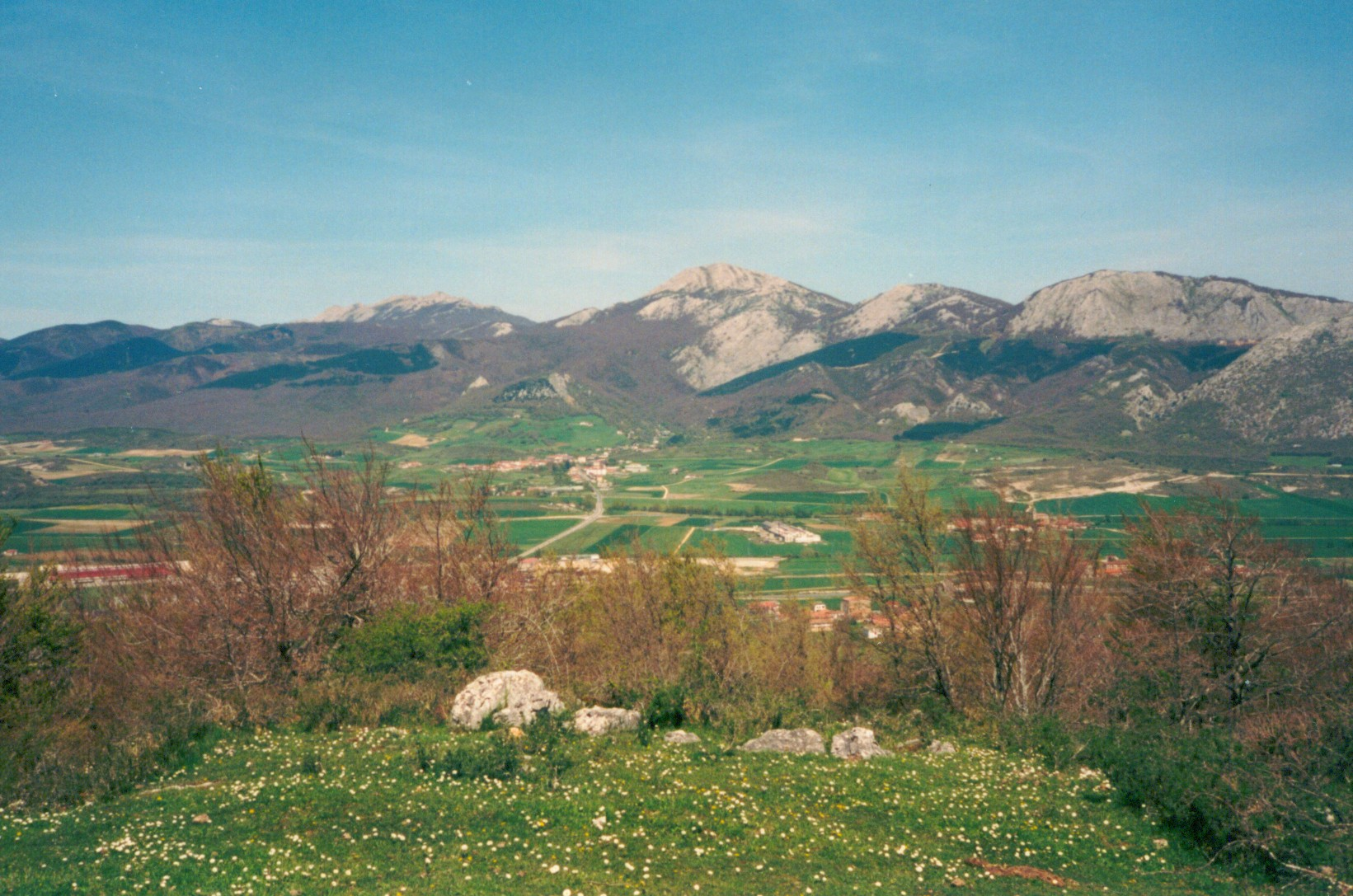
アラバ県から見たアラッツ

### 沿岸山脈
バスク山脈の沿岸部にある山地/山塊を西から東の順に挙げる。これらの山脈は主に、北側のビスカヤ県やギプスコア県と、南側のアラバ県やナバーラ州を隔てている。
- ゴルベア山地 : ビスカヤ県とアラバ県の県境となっている。ゴルベア自然公園がある。
  - ゴルベア峰 (1,481 m) : ゴルベア山地とビスカヤ県の最高峰。
  - オデリアガ山 (1,245m)[3]。ビスカヤ県オロスコの南東部に当たる[4]
- ウルキオラ山地 : ビスカヤ県とアラバ県の県境となっている。
  - アンボト岩山 (1,331 m) : ウルキオラ山地の最高峰。
- エルゲア
- ウルキーリャ山地
  - アイスコリ山塊
    - アイチュリ（スペイン語版） (1,551 m) : アイスコリ山塊の最高峰。
    - アイスコリ峰 (1,528 m)

  - アラッツ（英語版） (1,445 m)
- アルツァニア峰
  - アラッツ（英語版）峰 (1,442 m) : アルツァニアの最高峰。
- アララール山地
  - チンドキ峰 (1,346 m) : 「バスクのマッターホルン」。
  - ガンボア（英語版）峰 (1,402 m)
  - イルムガリエタ (1,044 m)
  - アカイツ・チキ山 (940m)[5]
  - マルコルブル山 (862m)[6]

### 内陸山脈
バスク山脈の内陸部にある山地/山塊を西から東の順に挙げる。これらの山脈は主に、北側のアラバ県と南側のブルゴス県やラ・リオハ州やナバーラ州を隔てている。
- サルバーダ山地（英語版） : ウルドゥニャ/オルドゥニャ近郊。
- ビトリア山地
  - カピルドゥイ（バスク語版） (1,177 m)
- イスキ山地
- ウルバサ山地 : 標高約1000mの高原であり、明確なピークを持たない。
- アンディア山地
  - ベリアイン（英語版） (1,493 m)

### その他
- ガネコゴルタ（英語版） (998 m)
- オイス山 (1,026 m) : ビスカヤ県ゲルニカの南東。風力発電機が数多く建っている。1985年にはイベリア航空610便墜落事故が起こった。
- ソリュベ（スペイン語版） : ビスカヤ県ベルメオの南西。電波塔が数多く建っている。
- アラテ（スペイン語版） (531 m) : ギプスコア県エイバルの北。電波塔が建っている。
- カラムア（スペイン語版） (770 m) : ギプスコア県エイバルの北。
- エルニオ（英語版） (1,075 m) : ギプスコア県トロサの北西。
- インダ山 (484m[7] / 462m[8] / 460m[9])
- ショショテ山 (906m)[7] : 山頂にはイエズス会初代総長であったイグナチオ・デ・ロヨラの像が建立されている。
- エルロ山 (1025m[10])
- メンディサバル (759m)[11]
- パゴエタ山 (714m[12])
- チャラベルツ山 (692m)[13][14]
- アルムニョ山 (794m)[15]
- ウリエタガニャ山 (791m)[16]

## 自然
バスク山脈の山塊はほぼ完全に石灰岩からなるが、その他の物質も見つけることができる。一般的に斜面は緩やかであるが、ハゲタカが住むような急な石灰岩のピークや崖も多い。海洋性気候の植生が豊かであり、ブナ、オーク、カバノキ属、セイヨウヒイラギガシ、ラジアータパインなどが生育している。ラジアータパインは人工的に植林されたものである。